# The Money Mill
The Money Mill er en amerikansk stumfilm fra 1917 af Jack Robertson.

## Medvirkende
- Dorothy Kelly som Helen Ogden
- Evart Overton som Jack Burton
- Gordon Gray som Richard Drake
- Edward Elkas som Gregory Drake
- Charles Kent som Dr. Granger